# The Naked Camera
The Naked Camera è un cortometraggio del 1961 diretto da Russ Meyer.